# Independence (wahadłowiec)

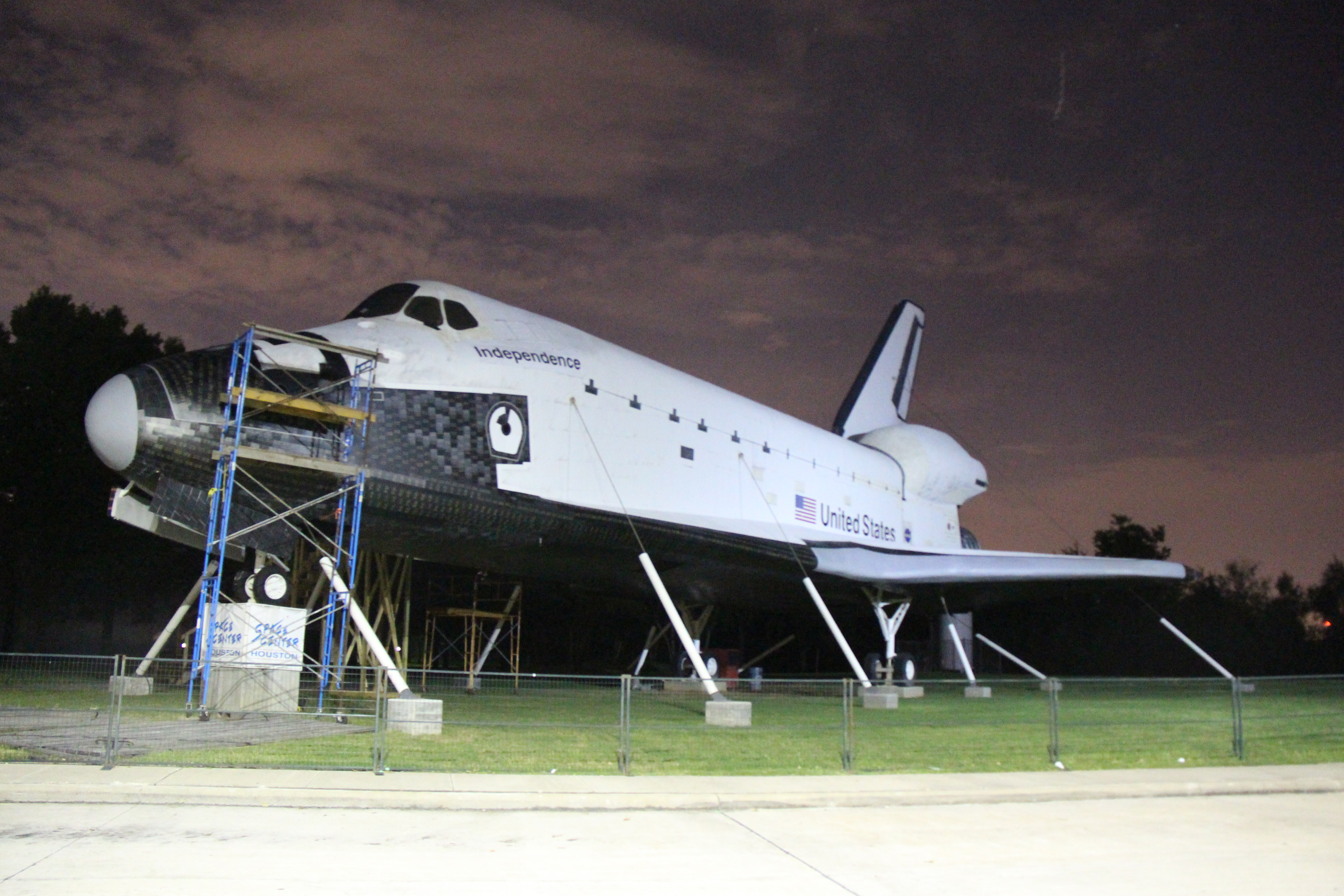
Replika wahadłowca w Houston

Independence  (do 2013 Explorer) – pełnowymiarowa replika promu kosmicznego o honorowym oznaczeniu OV-100. Dość wiernie zostało odtworzone wnętrze promu, dzięki czemu turyści mogą zapoznać się z urządzeniami i sposobem życia astronautów w prawdziwym promie kosmicznym. Wystawiony w komplecie z SRB i ET.
Model ten, pierwotnie nazwany Explorer, znajdował się w Centrum Lotów Kosmicznych imienia Johna F. Kennedy’ego. Jego miejsce zajął wycofany ze służby prom kosmiczny Atlantis. Replika, przemianowana na Independence, w 2011 znalazła się w Centrum Lotów Kosmicznych imienia Lyndona B. Johnsona w Houston.